# 二七新村街道
二七新村街道，是中华人民共和国山東省济南市市中区下辖的一个乡镇级行政单位，因辖区内的二七新村得名。

## 行政区划
二七街道下辖以下地区：
铁路第一社区、铁路第二社区、建南社区、梁南社区、梁北社区、陈庄社区、重汽公司车桥厂家属社区和建新社区。

## 人口
2010年中国第六次人口普查时，二七新村街道共有人口39006人。共有家庭14407户，平均每户2.67人。14岁以下的少年儿童共4351人，占总人口11.15%；15-64岁人口共29177人，占总人口74.80%；65岁及以上的老年人共5478人，占总人口的14.04%。男性共计18934人，占总人口48.54%；女性共计20072，占总人口51.45%。本地居住的人口中，拥有本地户籍的人口为27107人，占69.49%。